# 2024年伊斯坦布尔地方选举

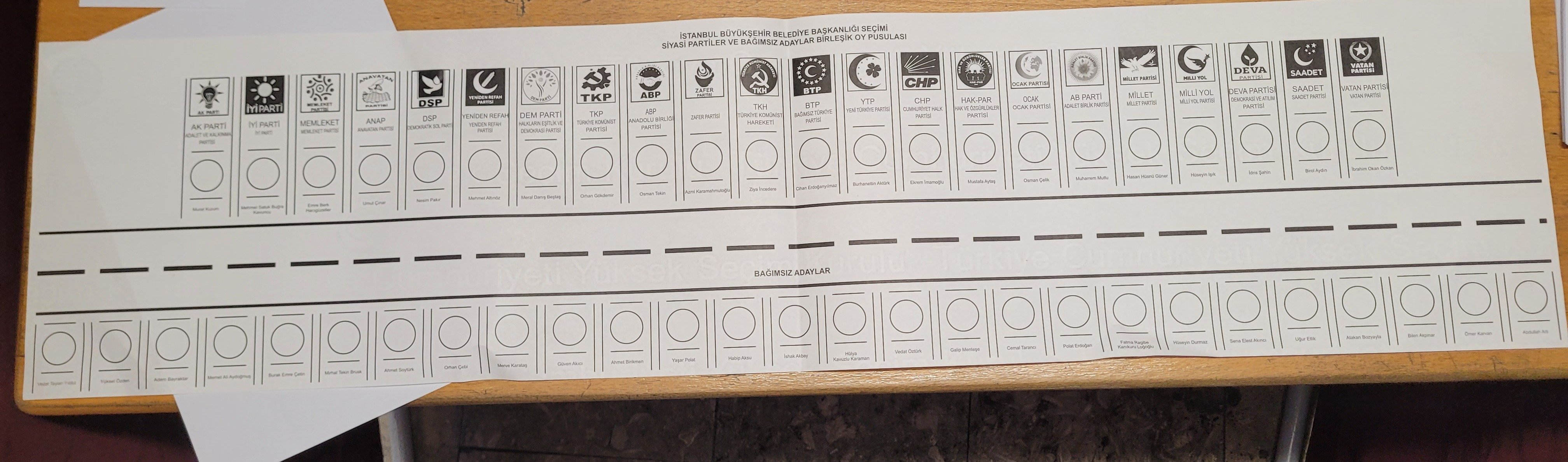
2024年伊斯坦布尔地方选举选票

2024年伊斯坦布尔地方选举作为2024年土耳其地方选举的一部分在3月31日举行。初步选举结果显示埃克雷姆·伊馬姆奥盧当选为市长。

## 背景和候选人
埃克雷姆·伊馬姆奥盧在2019年6月伊斯坦堡市長選舉中代表主要反对党共和人民黨参选，并当选为伊斯坦布尔市长，打破了各省市长自25年前以来一直由正义与发展党保持的纪录。2023年8月，尽管候选资格受到法律挑战，他宣布意图重新取得该市市长的候选资格。
1月7日，土耳其总统和正义与发展党领袖雷杰普·塔伊普·埃尔多安宣布穆拉特·库鲁姆为正发党候选人。
亲库尔德政党人民民主党入狱领导人塞拉赫丁·德米尔塔什的妻子巴沙克·德米尔塔什最初宣布她意图参选伊斯坦布尔市长，但之后退出。2月9日，人民民主党的继承者，人民平等与民主党提名穆拉特·切普尼和梅拉尔·达尼什·贝什塔什为该党联合市长候选人，在选举赢得后再决定谁将放弃候选资格。

## 竞选活动
伊马姆奥卢和库鲁姆都承诺建设公共设施项目，从而增强建筑物抗震能力，缓解长期交通拥挤。

## 结果
得票率與2019年3月市長選舉相較。
| 政黨       | 政黨               | 候選人                                                      | 得票           | %       | ±       |
| ---------- | ------------------ | ----------------------------------------------------------- | -------------- | ------- | ------- |
|            | 共和人民黨         | 埃克雷姆·伊馬姆奥盧                                         | 4.438.727      | 51.2    | ▲ 2.37% |
|            | 正义与发展党       | 穆拉特·库鲁姆                                               | 3.431.871      | 39.59   | ▼ 9.02% |
|            | 新福利黨           | 穆罕默德·阿爾特諾茲(Mehmet Altınöz)                         | 226.731        | 2.62    | -       |
|            | 勝利黨             | 阿茲米·卡拉馬穆特奧盧（Azmi Karamahmutoğlu）                | 183.901        | 2.12    | -       |
|            | 人民平等與民主黨   | 梅拉爾·達尼什·貝斯塔斯（Meral Danış Beştaş）                | 183.827        | 2.12    | -       |
|            | 好黨               | 穆罕默德·薩圖克·布格拉·卡文庫（Mehmet Satuk Buğra Kavuncu） | 54.241         | 0.63    | -       |
|            | 幸福黨             | 比羅爾·艾丁（Birol Aydın）                                  | 48.897         | 0.56    | ▼ 0.65% |
|            | 家園黨             | 埃姆雷·伯克·哈奇古澤勒（Emre Berk Hacıgüzeller）            | 14.860         | 0.17    | -       |
|            | 爱国党             | 易卜拉欣·奧坎·厄茲坎（İbrahim Okan Özkan）                  | 4.904          | 0.06    | ▼ 0.12% |
|            | 其他政黨           | 所有其他政黨人士                                            | 64.622         | 0.76    | -       |
|            | 無黨籍             | 所有無黨籍人士                                              | 15.113         | 0.17    | -       |
| 有效票數   | 有效票數           | 有效票數                                                    | 8.667.694      | 96.63   | -       |
| 無效票數   | 無效票數           | 無效票數                                                    | 302.683        | 3.37    | -       |
| 投票率     | 投票率             | 投票率                                                      | 8,970,212      | 79.28   | ▼ 4.62% |
| 已登記選民 | 已登記選民         | 已登記選民                                                  | 11,314,534     |         |         |
|            | 共和人民黨保住議席 | 共和人民黨保住議席                                          | 得票率变化对比 | ▲ 11.39 |         |

## 评论
正义与发展党领袖埃尔多安承认正发党在伊斯坦布尔等城市选举失利，但表示这次选举“不是我们的终结，而更像是一个关键时刻”，并补充将尊重选举结果。伊马姆奥卢在Saraçhane对支持者说“我们公民对我们的信任和信赖得到了回报”。